# H2Overdrive
H2Overdrive est un jeu de course d'arcade de bateaux à moteur développé par Specular Interactive et publié en 2009 par Raw Thrills. Il est considéré comme le successeur spirituel de Hydro Thunder. Le jeu a également été publié en République populaire de Chine par UNIS (Universal Space). 

## Système de jeu
Les joueurs font la course en utilisant des bateaux à moteur avec différents niveaux de difficulté contre d'autres bateaux, ainsi que sept autres joueurs sur des meubles voisins. Pendant les courses, les joueurs peuvent tomber sur des caisses qui leur donnent des bonus allant de l'augmentation de la vitesse aux capacités MegaHull et HullCrusher, qui peuvent être utilisées pour détruire les bateaux adverses. Sur le meuble, un accélérateur est utilisé pour déplacer le bateau, au lieu de pédales. Sur l'accélérateur, un bouton rouge est utilisé pour booster le bateau. Contrairement à Hydro Thunder, les bateaux peuvent maintenant effectuer des cascades, ainsi que diverses manœuvres acrobatiques.
Le jeu dispose d'un système d'entrée par mot de passe, qui comprend un clavier numérique pour stocker les données du jeu au fur et à mesure que le joueur progresse dans le jeu, et les réalisations que le joueur débloque sont disponibles, et les joueurs peuvent augmenter leur rang et leur niveau jusqu'à ce qu'il atteigne le plus haut rang/niveau possible. Le jeu se déroule sur un écran LCD de 42 pouces.

## Développement
Le jeu a été développé par Specular Interactive, composé d'anciens employés de Midway San Diego, ainsi que du créateur d'Hydro Thunder, Steve Ranck. Il a été dévoilé par Raw Thrills à l'Amusement Trades Exhibition International en janvier 2009. Le jeu est considéré comme un successeur spirituel d'Hydro Thunder et s'appelait à l'origine Hydro Thunder 2 avant d'être renommé sous son nom actuel,. Midway avait l'intention de créer une suite au jeu, mais le projet a été abandonné - Midway a également déclaré faillite la même année que H2Overdrive. Un jeu du même nom, sans rapport avec celui-ci, a été développé pour la PlayStation 2 par Crave Entertainment en 2003, mais il n'est jamais sorti. Un jeu similaire, intitulé Hydro Thunder Hurricane, est cependant sorti sur la console Xbox 360 via Xbox Live Arcade.